# يوسف بابان جيدا سليمان
يوسف بابان جيدا سليمان، المعروفة أكثر باسم يوسف داوو داوو، من نيجيريا سياسي والنائب عن ولاية كانو عضو في 7، 8 و9TH مجلس النواب ولاية كانو 

## حياته وتعليمه
ولد يوسف سليمان يوم 28 أبريل 1976 في غوالي منطقة الحكومة المحلية في ولاية كانو التحق بكلية كورماوا الابتدائية بين عامي 1983 و1989، كما حضر حكومة الثانوية Warure وانتقل إلى أمينو كانو كلية التجاري بين عامي 1992 و1995. درس في جامعة بايرو، كانو، جامعة يورك سانت جون، وجامعة كاليفورنيا، حصل يوسف على دبلوم متقدم في علوم الكمبيوتر في المعلوماتية Kazaure . ولاية جيغاوا 

## العمل السياسي
تم انتخابه كعضو في مجلس ولاية كانو في الانتخابات العامة النيجيرية 2011 واحتفظ بالمقعد لأكثر من دورتين انتخابيتين متتاليين في عام 2015،  و 2019. وهو حاليًا يقضي فترته الثالثة.